# 阿尔凡德加-达菲 (堂区)
阿尔凡德加-达菲是葡萄牙布拉干萨区的一个堂区。总面积44.55平方公里，总人口2016人，人口密度45.3人/平方公里。